# مردی به نام اسلج
مردی به نام اسلج (انگلیسی: A Man Called Sledge) یک فیلم وسترن اسپاگتی به کارگردانی ویک مورو است که در سال ۱۹۷۰ منتشر شد.
جیمز گارنر دربارهٔ بازی‌شا در این فیلم در کتاب خاطرات خود نوشت که: این فیلم یکی از معدود بارهایی بود که من نقش شخصیت شرور و منفی فیلم را ایفا کردم و یکی از آخرین‌ها بازی‌های من در چنین نقش‌هایی بود. ای کاش می‌توانستم به یاد بیاورم که چرا به دینو د لائورنتیس اجازه دادم مرا به بازی در این اثر ناخوشایند ترغیب کند. روی پوستر فیلم نوشته‌اند «برای کودکان مناسب نیست.» در حالی که اصلا باید می‌گفتند «به‌درد تماشا نمی‌خورد.»

## گزیدهٔ بازیگران

### اصلی
- جیمز گارنر
- دنیس ویور
- کلود ایکینز
- جان مارلی
- لائورا آنتونلی
- وید پرستون
- اشتفن زاخاریاس

### بازیگرانی که نامشان در عنوان‌بندی نیامده
- پائولا باربارا
- لائورا بتی
- برونو کوراتساری
- رمو د آنجلیس
- دیدی پرگو
- ریکاردو گارونه
- لوچانو روسی
- فائوستو توتسی
- آنجلو اینفانتی
- فرانکو بالدوچی
- تیبریو میتری
- اورسو ماریا گوئرینی
- بارتا باری